# Школа № 1534
Школа № 1534 — средняя общеобразовательная школа города Москвы с углублённым изучением математики. Расположена на территории района Академический Юго-Западного административного округа по адресу: ул. Кедрова, д. 11..
Входит в число лидеров по результатам ЕГЭ в Юго-Западном округе столицы. По итогам международного исследования Programme for International Students Assessment (PISA), оценивавшего умение использовать свои знания в повседневной жизни, вошла в пятёрку лучших школ России.

## История
Средняя школа № 21 с углублённым изучением математики была основана в 1957. Она имеет долгие традиции сотрудничества с мехматом МГУ. С 1999 года также созданы классы гуманитарного профиля, с приоритетным изучением языков (русский и английский — обязательно; немецкий или французский — по выбору), словесности, истории, общественных дисциплин, истории мировой художественной культуры. Однако и математика преподаётся в этих классах по расширенной по сравнению с обычной школой программе.
Более 50 лет школой бессменно руководил Вадим Алексеевич Железнов. Гимназию нередко называли «железновской». В декабре 2010 года директором гимназии была назначена Ольга Семёновна Шейнина. Она окончила школу № 21 в 1979 году, а математике её обучал Вадим Алексеевич Железнов.
15 ноября 2011 года стала одной из 25 школ Москвы, получивших по 10 миллионов рублей «За достижение высоких результатов в образовательной деятельности», критериями оценки работы школ при вручении этого гранта стали результаты, полученные учениками на ЕГЭ и в городских и общероссийских олимпиадах..
В зимний период ученики старших классов могут выезжать в лагерь «Параллельные миры» или, как его называют учащиеся и преподаватели, «Ёлочка» (по названию первого места проведения). История «Ёлочки» начинается с 2003 года.

## Преподавательский состав
В гимназии работает 73 учителя:
- 6 из них имеют звание «Заслуженный учитель РФ»,
- 11 — награждены знаком «Отличник народного просвещения»,
- 14 — Почётные работники общего образования РФ,
- 3 — Почётные работники образования г. Москвы.
- 5 имеют кандидатскую или докторскую учёные степени.
- Учителя высшей квалификационной категории — 52 чел.
- Учителя первой квалификационной категории — 11 чел.
- Учителя второй квалификационной категории — 10 чел.